# Parachromis loisellei
Parachromis loisellei és una espècie de peix de la família dels cíclids i de l'ordre dels perciformes.

## Morfologia
- Els mascles poden assolir 18,5 cm de longitud total.[4][5]

## Alimentació
Menja una àmplia varietat d'insectes terrestres i aquàtics i, de tant en tant, peixets.

## Hàbitat
Viu en zones de clima tropical entre 24 °C-37 °C de temperatura.

## Distribució geogràfica
Es troba a Centreamèrica: vessant atlàntic entre el riu Ulua (Hondures) fins al riu Cricamola (Panamà) i vessant pacífic al riu Tamarindo (Nicaragua).